# Philippocerus albipennis
Philippocerus albipennis är en insektsart som beskrevs av Maldonado-capriles 1972. Philippocerus albipennis ingår i släktet Philippocerus och familjen dvärgstritar. Inga underarter finns listade i Catalogue of Life.